# Les Coteaux Périgourdins
Les Coteaux Périgourdins is een gemeente in het Franse departement Dordogne (regio Nouvelle-Aquitaine). De plaats maakt deel uit van het arrondissement Sarlat-la-Canéda. Les Coteaux Périgourdins is op 1 januari 2017 ontstaan door de fusie van de gemeenten Chavagnac en Grèzes. De gemeente telde 551 inwoners op 1 januari 2022.

## Geografie
De oppervlakte van Les Coteaux Périgourdins bedraagt 19,47 km², de bevolkingsdichtheid is 29 inwoners per km² (per 1 januari 2019).
De onderstaande kaart toont de ligging van Les Coteaux Périgourdins met de belangrijkste infrastructuur en aangrenzende gemeenten.

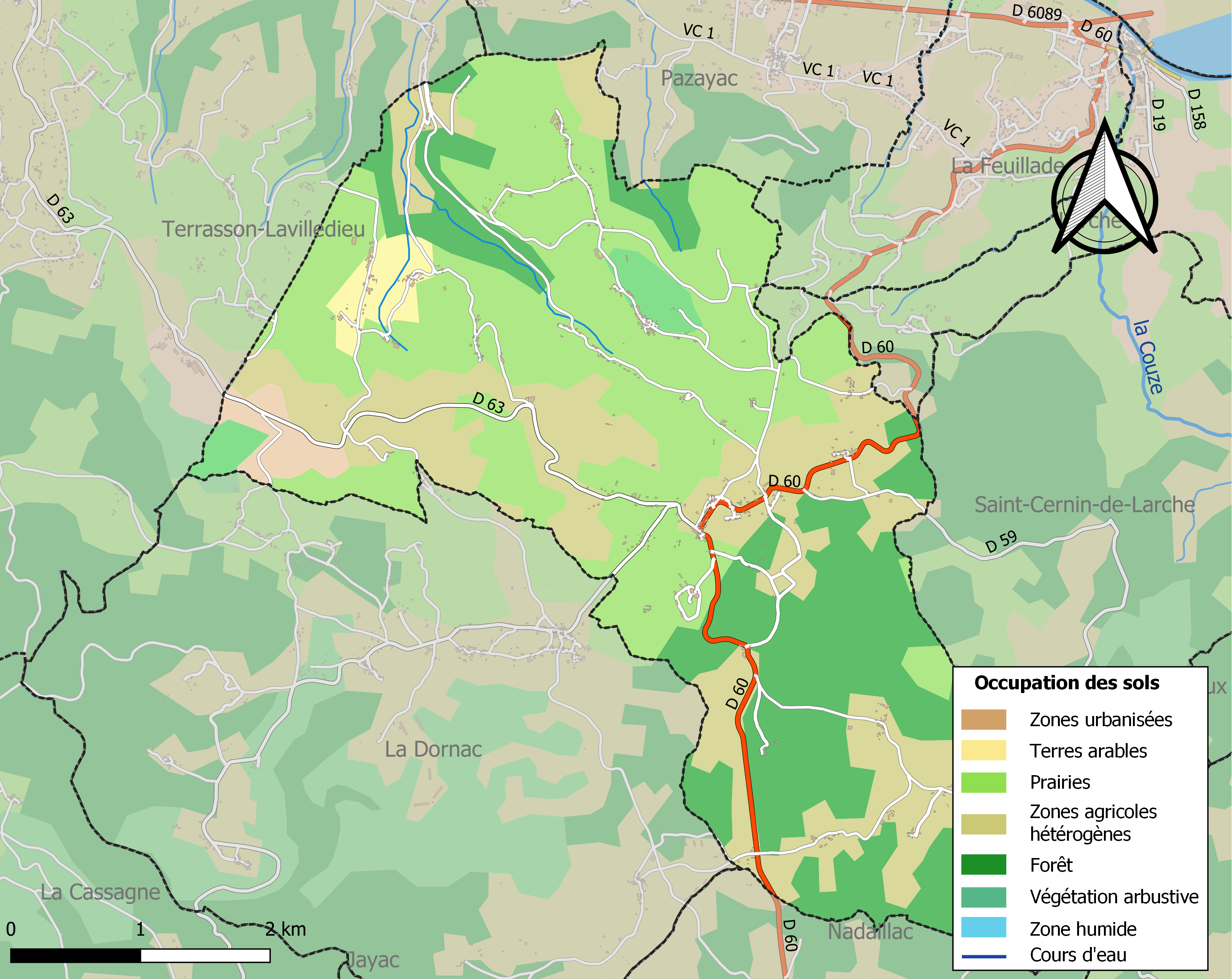